# Championnats du monde d'aquathlon 2014
Navigation
Édition précédente Édition suivante
Les championnats du monde d'aquathlon 2014, dix-septième édition des championnats du monde d'aquathlon, ont lieu le 27 août 2014 à Edmonton, au Canada.

## Résultats

### Élite
Distances parcourues
| Distances course (kilomètres) | Distances course (kilomètres) | Distances course (kilomètres) |
| Course à pied                 | Natation                      | Course à pied                 |
| ----------------------------- | ----------------------------- | ----------------------------- |
| 2,5                           | 1                             | 2,5                           |

| Rang               | Athlète          | Pays    | Temps       |
| ------------------ | ---------------- | ------- | ----------- |
| Médaille d'or      | Yūichi Hosoda    | Japon   | 24 min 18 s |
| Médaille d'argent  | Ryosuke Yamamoto | Japon   | 24 min 49 s |
| Médaille de bronze | Yegor Martynenko | Ukraine | 24 min 54 s |

| Rang               | Athlète             | Pays             | Temps       |
| ------------------ | ------------------- | ---------------- | ----------- |
| Médaille d'or      | Anneke Jenkins      | Nouvelle-Zélande | 27 min 26 s |
| Médaille d'argent  | Yuliya Yelistratova | Ukraine          | 27 min 52 s |
| Médaille de bronze | Hannah Kitchen      | Royaume-Uni      | 28 min 2 s  |